# Kornel Heinrich

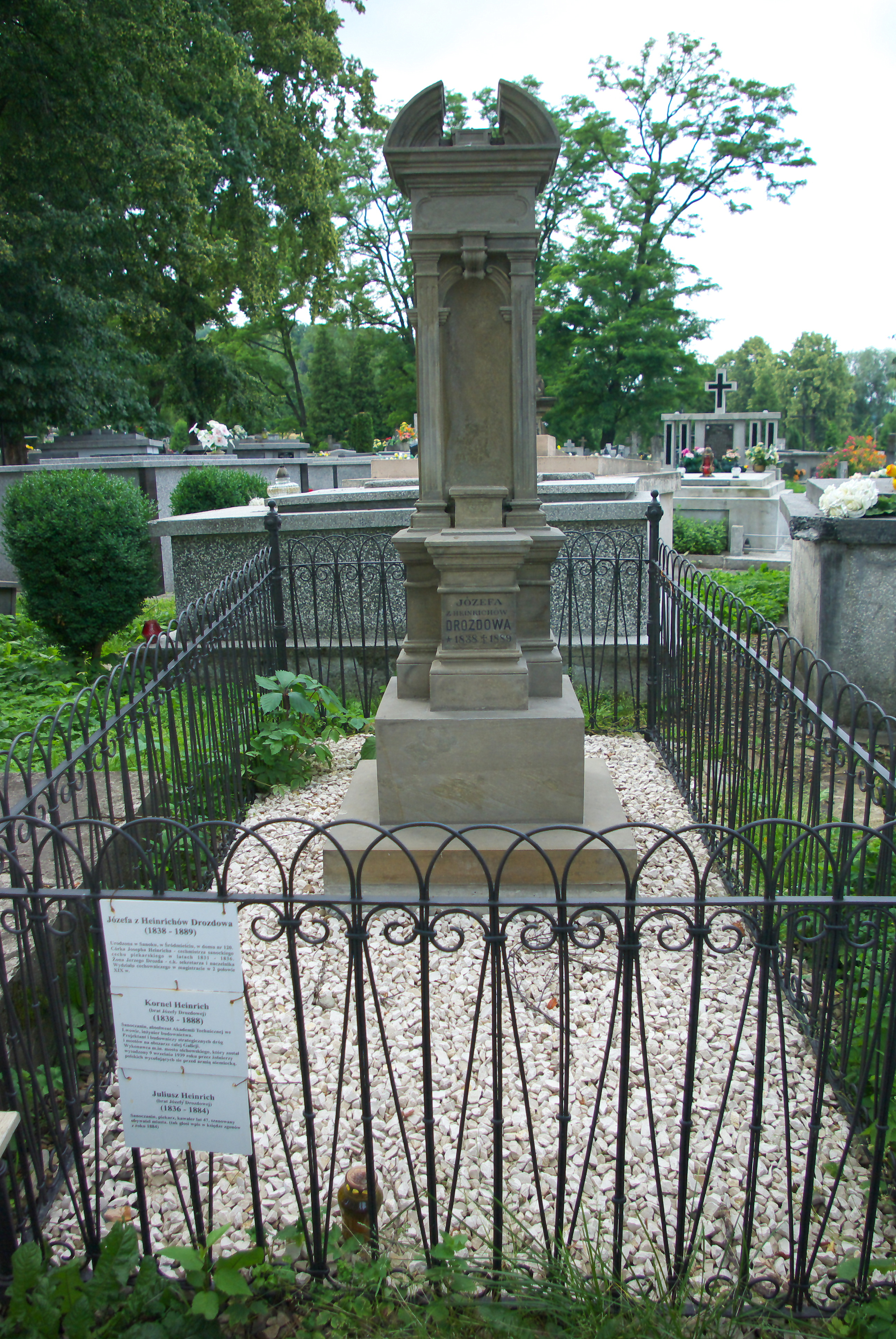
Nagrobek rodziny Heinrichów

Kornel Karol Heinrich (ur. 17 września 1833 w Sanoku, zm. 3 lutego 1888 tamże) – inżynier, radca budowniczy w Oddziale Technicznym C. K. Namiestnictwa we Lwowie, budowniczy dróg i mostów.

## Życiorys
Kornel Karol Heinrich urodził się 17 września 1833 w Sanoku. Był synem Józefa Heinricha (cechmistrz piekarzy w Sanoku) i Julianny z domu Hubrich. Miał rodzeństwo: Augusta (ur. 1835), Juliusza Jana (1837-1884, piekarz), Józefę Mariannę Anielę Drozd (1838-1889, żona Jerzego Drozda, sekretarza c. k. starostwa w Sanoku, naczelnika i rachmistrza c. k. urzędu pobierczego w Sanoku, radnego i asesora, zm. 1896; ich córka Helena w 1888 została żoną Kaspera Brzostowicza, Stanisława Kostkę (ur. 1842), Ludwika Hermana (ur. 1844), Ferdynanda Hermana (ur. 1848).
We Lwowie ukończył gimnazjum i od 1850 do 1854 studia na Akademii Technicznej (późniejsza Politechnika Lwowska). Wstąpił do służby państwowej Cesarstwa Austrii (od 1867 Austro-Węgier) w okresie zaboru austriackiego. Od około 1854 jako praktykant budowniczy pracował w Krajowej Dyrekcji Budowniczej we Lwowie, następnie od około 1855 w tym charakterze był przydzielony inżynierowi w Sanoku. Od około 1856 był elewem budowniczym w urzędzie c. k. cyrkułu sanockiego u boku inż. Mathiasa Rissa. Od około 1863 był elewem budowniczym w urzędzie powiatu lwowskiego, przy inż. Antonie Möserze. Od około 1866 był elewem budowniczym w urzędzie powiatu przemyślańskiego. Po wprowadzonej nowej organizacji państwowej służby budownictwa od 1 kwietnia 1868 był adjunktem budowniczym II klasy w Departamencie Budownictwa C. K. Namiestnictwa we Lwowie, po utworzeniu autonomii galicyjskiej i wprowadzeniu polskiego nazewnictwa (1869) w Oddziale Technicznym C. K. Namiestnictwa. Około 1870 został mianowany adjunktem budowniczym I klasy i od tego czasu pracował w oddziale budowniczym starostwa c. k. powiatu sanockiego (pełniąc to stanowisko 1 kwietnia 1871 został mianowany komisarzem dla wypróbowania i nadzorowania kotłów parowych dla powiatów sanockiego, liskiego), na przełomie 1871/1872 mianowany inżynierem tamże. Od około 1872 ponownie pracował w Oddziale Technicznym C. K. Namiestnictwa, gdzie początkowo był inżynierem II klasy, od około 1873 inżynierem, od około 1875 nadinżynierem, od około 1885 do końca życia pracował z tytułem radcy budownictwa.
Specjalizował się w budowie dróg i mostów na terenie Galicji, mających znaczenie w zakresie militarnym. Wykonywał plany oraz kierował budowami dróg (Żmigród-Grab, Dolina-Wyszkowo, Halicz-Siwka), a także mostu na Wisłoce pod Pustynią, na Łomnicy pod Załukwią, na Sanie pod Sanokiem i Leżachowem koło Sieniawy, na Wisłoku pod Żarnową, Zaborowem i Tryńczą, na Dniestrze pod Żydaczowem, w rodzinnym Sanoku nadzorował budowę pierwotnego Mostu Olchowieckiego latem 1887 (po wybuchu II wojny światowej podczas kampanii wrześniowej most został wysadzony 9 września 1939 przez wycofujących się żołnierzy polskich).
W 1887 został odznaczony Krzyżem Kawalerskim Orderu Franciszka Józefa.
Był stanu wolnego. Zmarł 3 lutego 1888 podczas pobytu u rodziny w Sanoku na apopleksję. Został pochowany w rodzinnym grobowcu na cmentarzu przy ul. Jana Matejki w Sanoku 6 lutego 1888 w pogrzebie pod przewodnictwem miejscowego proboszcza ks. Franciszka Salezego Czaszyńskiego. W tym samym miejscu zostali pochowani jego siostra Józefa Drozd i brat Juliusz. Nagrobek rodziny Heinrich pochodzący z 1889 został wpisany do rejestru obiektów zabytkowych i podlega ochronie prawnej. W 2012 nagrobek został odnowiony staraniem Stowarzyszenia Opieki nad Starymi Cmentarzami w Sanoku.